# Nollendorfplatz
Nollendorfplatz, colloquialmente nota come Nolli o Nolle, è una piazza di Berlino, nel quartiere di Schöneberg.
È parte del Generalszug. È dedicata alla battaglia di Nollendorf (oggi Nakléřov), combattuta dalla coalizione austro-russo-prussiana contro le truppe napoleoniche.
La piazza è dominata dalla stazione della metropolitana sopraelevata (linea U2). La grande cupola, distrutta durante la seconda guerra mondiale, è stata ricostruita in forme semplificate nel 1999.
Il quartiere intorno a Nollendorfplatz è noto come centro della vita omosessuale berlinese fino dagli anni venti.